# 国际生理科学联合会
国际生理科学联合会（英語：International Union of Physiological Sciences，缩写为IUPS）是世界各国生理科学团体组成的学术组织。
國際生理科學聯合會(IUPS)是國際科學理事會 (ICSU)的會員，由 54 個國家會員、10 個準會員、2 個附屬會員、5 個區域會員和 5 個特殊會員組成。
國際生理科學聯合會(IUPS)每四年舉辦一次會議，並與美國生理學會聯合出版評論期刊《生理學》。並於2020年成立Physiome （页面存档备份，存于）雜誌。

## 會議地點
- 1889	巴塞爾
- 1892	列日
- 1895	伯爾尼
- 1898	劍橋
- 1901	都靈
- 1904	布魯塞爾
- 1907	海德堡
- 1910	維也納
- 1913	格羅寧根
- 1920	巴黎
- 1923	愛丁堡
- 1926	斯德哥爾摩
- 1929	波士頓
- 1932	羅馬
- 1935	列寧格勒-莫斯科
- 1938	蘇黎世
- 1947	牛津
- 1950	哥本哈根
- 1953	蒙特婁
- 1956	布魯塞爾
- 1959	布宜諾斯艾利斯
- 1962	萊登
- 1965	東京
- 1968	華盛頓特區
- 1971	慕尼黑
- 1974	新德里
- 1977	巴黎
- 1980	布達佩斯
- 1983	雪梨
- 1986	溫哥華
- 1989	赫爾辛基
- 1993	格拉斯哥
- 1997	聖彼得堡
- 2001	基督城
- 2005	聖地牙哥(加州)
- 2009	東京
- 2013	伯明翰
- 2017	里約熱內爐
- 2022  北京 (虛擬會議)